# Nazionali maschili di pallavolo asiatiche e oceaniane
Le nazionali maschili di pallavolo asiatiche e oceaniane sono squadre nazionali poste sotto l'egida della AVC: queste nazionali partecipano sia agli eventi continentali organizzati dall'AVC sia a quelli organizzati dall'FIVB.
Tutte le nazionali appartengono geograficamente all'Asia e al continente oceaniano. Data la grossa quantità di squadre queste sono state divise in 5 categorie a seconda della zona di provenienza.
Tra le squadre più titolate il Giappone e l'Iran, mentre in secondo piano il Qatar, la Cina e la Corea del Sud. Il resto delle squadre si trovano nelle zone basse del ranking mondiale o addirittura non sono inserite.

## Squadre

### Asia occidentale
- Arabia Saudita
- Bahrein
- Emirati Arabi Uniti
- Giordania
- Iraq
- Kuwait
- Libano
- Oman
- Palestina
- Qatar
- Siria
- Yemen

### Asia centrale
- Afghanistan
- Bangladesh
- Bhutan
- India
- Iran
- Kazakistan
- Kirghizistan
- Maldive
- Nepal
- Pakistan
- Sri Lanka
- Tagikistan
- Turkmenistan
- Uzbekistan

### Asia orientale
- Cina
- Corea del Nord
- Corea del Sud
- Hong Kong
- Giappone
- Macao
- Mongolia
- Taipei cinese

### Asia del sud-est
- Brunei
- Cambogia
- Filippine
- Indonesia
- Laos
- Malaysia
- Birmania
- Singapore
- Thailandia
- Timor Est
- Vietnam

### Oceania
- Australia
- Figi
- Guam
- Kiribati
- Isole Cook
- Isole Marianne Settentrionali
- Isole Salomone
- Isole Marshall
- Micronesia
- Nauru
- Niue
- Nuova Zelanda
- Palau
- Papua Nuova Guinea
- Polinesia francese
- Samoa
- Samoa Americane
- Tonga
- Tuvalu
- Vanuatu

## Ranking
| Ranking asiatico nazionali maschili agg. al 25 agosto 2024 |                |        |               |
| Posiz                                                      | Nazione        | Punti  | World Ranking |
| 1                                                          | Giappone       | 338.12 | 6             |
| 2                                                          | Iran           | 185.07 | 15            |
| 3                                                          | Qatar          | 151.46 | 21            |
| 4                                                          | Cina           | 144.02 | 25            |
| 5                                                          | Corea del Sud  | 138.48 | 28            |
| 6                                                          | Australia      | 114.61 | 34            |
| 7                                                          | Taipei cinese  | 81.22  | 47            |
| 8                                                          | Pakistan       | 80.71  | 48            |
| 9                                                          | Indonesia      | 59.29  | 54            |
| 10                                                         | Vietnam        | 58.91  | 55            |
| 11                                                         | Kazakistan     | 57.96  | 56            |
| 12                                                         | Arabia Saudita | 49.30  | 60            |
| 13                                                         | Sri Lanka      | 48.01  | 61            |
| 14                                                         | Afghanistan    | 47.06  | 63            |
| 15                                                         | Filippine      | 46.69  | 64            |
| 16                                                         | Thailandia     | 46.43  | 65            |
| 17                                                         | Macao          | 45.08  | 66            |
| 18                                                         | Bahrein        | 43.12  | 68            |
| 19                                                         | Bangladesh     | 43.02  | 69            |
| 20                                                         | India          | 40.23  | 70            |
| 21                                                         | Iraq           | 31.53  | 75            |
| 22                                                         | Uzbekistan     | 27.71  | 79            |
| 23                                                         | Hong Kong      | 18.57  | 85            |
| 24                                                         | Mongolia       | 15.01  | 86            |